# Alan Mineiro
Alan Mineiro (født 29. september 1987) er en brasiliansk fodboldspiller.